# Liste der Deutschmeister
Der Deutschmeister war der Landmeister des Deutschen Ordens in Deutschland. Als der Hochmeister 1309 seinen Sitz von Venedig in die Marienburg verlegte, unterstellte er die Ordensbrüder in Österreich, Böhmen, Ungarn, Spanien, Italien, Armenien, Sizilien und Achaia dem Schutz des Deutschmeisters.
| Name                                                                           | von               | bis                | Bemerkungen |
| ------------------------------------------------------------------------------ | ----------------- | ------------------ | --- |
| Hermann Balk                                                                   | 1219              | 1230               | |
| Dietrich?                                                                      | 1231              | 1231               | |
| Heinrich von Hohenlohe                                                         | 1232              | 1242               | |
| Berthold von Tannenrode                                                        | 1243              | 1245               | vermutlich aus dem Geschlecht von Tannroda                                                                      |
| Albert von Bastheim                                                            | 1247              | 1248               | |
| Albrecht von Hallenberg                                                        | 1248              | 1251               | |
| Eberhard von Sayn                                                              | 1251              | 1254               | siehe Die ersten Grafen von Sayn                                                                                |
| Dietrich von Grüningen (auch: Gröningen)                                       | 1254              | 1256               | |
| Konrad von Nürnberg                                                            | 1257              | 1264               | |
| Werner III. von Battenberg                                                     | 1264              | 1272               | |
| Gerhard von Hirschberg                                                         | 1272              | 1279               | siehe Hirschberger                                                                                              |
| Matthias (von Lonnich)                                                         | 1281              | 1283               | |
| Konrad von Feuchtwangen                                                        | 1284              | 1290               | |
| Zürch von Stetten                                                              | 1290              | 1295               | erste Amtszeit                                                                                                  |
| Gottfried von Hohenlohe                                                        | 1296              | 1297               | danach am 3. Mai 1297 in Venedig zum 14. Hochmeister des Deutschen Ordens gewählt                               |
| Johannes de Neszelrid (Johann von Nesselröden) (auch Nesselrode, Nesselrieden) | 1297              | 1298               | siehe Nesselröden (Adelsgeschlecht)                                                                             |
| Siegfried von Feuchtwangen                                                     | 1298              | 1303               | |
| Winrich von Bosweil                                                            | 1303              | 1304               | |
| Eberhard von Sulzberg (zu Bughein)                                             | 1305              | 1323 (1321)        | |
| mögliche Vakanz                                                                | 1321              | 1324               | [ 9 ] [ 10 ] |
| Konrad von Gundelfingen                                                        | 1323 (1324)       | 1329               | Gundelfingen-Hellstein (Adelsgeschlecht)                                                                        |
| Ulrich von Stetten (eigentlich Zürch von Stetten)                              | 1329              | 1330               | zweite Amtszeit, siehe Stetten (Adelsgeschlecht)                                                                |
| Wolfram von Nellenburg                                                         | 1329 (1331)       | 1361               | siehe Grafen von Nellenburg                                                                                     |
| Philipp von Bickenbach                                                         | 1361              | 1375               | siehe Bickenbach (Adelsgeschlecht)                                                                              |
| Gottfried von Hanau                                                            | 1375              | 1375               | Sohn Ulrich II. (Herr von Hanau), vgl. Hanau (Adelsgeschlecht)                                                  |
| Johann von Heyn                                                                | 1376              | 1379               | |
| Konrad Rüd von Collenberg                                                      | 1379              | 1382               | siehe Rüdt von Collenberg                                                                                       |
| Siegfried von Venningen                                                        | 1382              | 1393               | siehe auch Herren von Venningen                                                                                 |
| Johann von Ketze                                                               | 1393              | 1396               | |
| Konrad von Egloffstein                                                         | 1396              | 1416               | siehe Egloffstein (Adelsgeschlecht)                                                                             |
| Dietrich von Weitershausen                                                     | 1416              | 1420               | [ 15 ] [ 16 ]                                                                                                   |
| Eberhard von Saunsheim                                                         | 1420              | ?                  | |
| Eberhard von Stetten                                                           | 1441/43           | 1447               | siehe Stetten (Adelsgeschlecht)                                                                                 |
| Jost von Venningen                                                             | 1447              | 3. November 1454   | Resignation (Rücktritt) auf dem Kapitel zu Prozelten                                                            |
| Ulrich von Lentersheim                                                         | 11. Mai 1455      | 9. Mai 1479        | siehe Lentersheim (Adelsgeschlecht), Resignation auf dem Großkapitel zu Prozelten, † 22. Mai 1481 in Weißenburg |
| Reinhard von Neipperg                                                          | 1479              | 1489               | siehe Neipperg (Adelsgeschlecht)                                                                                |
| Andreas von Grumbach (auch Endres von Grumbach)                                | vor 26. Mai 1489  | 1498               | siehe Grumbach (Ministeriale)                                                                                   |
| Hartmann von Stockheim                                                         | 1. September 1499 | † 27. Januar 1510  | Von 1488 bis 1494 Komtur zu Horneck. Siehe Stockheim (Adelsgeschlecht)                                          |
| Johann Adelmann von Adelmannsfelden                                            | 12. Mai 1510      | † 17. Februar 1515 | siehe Familie Adelmann von Adelmannsfelden                                                                      |
| Dietrich von Cleen                                                             | 1515              | 1526               | |
| Walther von Cronberg                                                           | 1526              | 1543               | |

Nach der Säkularisation des Ordens unter dem letzten in Preußen residierenden Hochmeister Markgraf Albrecht von Brandenburg im Jahre 1525 wurde der Deutschmeister Walther von Cronberg auf dem Augsburger Reichstag 1530 von Kaiser Karl V. mit der hochmeisterlichen Würde und mit Preußen belehnt.
Seitdem führte das Oberhaupt des Deutschen Ordens den Titel Hoch- und Deutschmeister.